# Sphaeroderma ancora
Sphaeroderma ancora es una especie de insecto coleóptero de la familia Chrysomelidae.
Fue descrita científicamente en 2006 por Warchalowski.